# 虹の楽園
『虹の楽園』（Rainbow Seeker）は、アメリカのジャズ・フュージョンで活躍するジョー・サンプルのアルバム。1978年に発表された。

## 収録曲
1. 虹の楽園 "Rainbow Seeker " – 5:24
2. 野性の夢 " All My Wildest dreams" – 4:08
3. 道草 " There Are Many Stops Along the Way" – 5:59
4. メロディーズ・オブ・ラヴ " Melodies of Love" – 4:45
5. 飛翔 " Fly with Wings of Love" – 7:35
6. 愛は限りなく "As Longs As It Lasts " – 4:09
7. 雨の島影 "Islands in the Rain" – 4:17
8. 旅立ち "Together We'll Find a Way" – 6:41

## 参加ミュージシャン[4]
- ジョー・サンプル - キーボード、ストリングス
- スティックス・フーパー - ドラムス、パーカッション
- ロバート・"ポップ"・ポップウェル - ベース
- ガーネット・ブラウン - トロンボーン
- ロバート・ブライアント・ジュニア - トランペット
- ジェイ・ダバーサ - トランペット
- スティーブン・マダイオ - トランペット
- アーニー・ワッツ - サックス、フルート
- ビル・グリーン - サックス、フルート
- フレッド・ジャクソン・ジュニア - サックス
- ディーン・パークス - ギター
- デイヴィッド・T・ウォーカー - ギター
- レイ・パーカー・ジュニア - ギター
- バリー・フィナティ - ギター
- パウリーニョ・ダ・コスタ - パーカッション
- シド・シャープ  -  ストリングス